# اتوز-اول (شهرستان آق‌سو)
اتوز-اول (به لاتین: Otuz-Uul) یک منطقهٔ مسکونی در قرقیزستان است که در شهرستان آق‌سو، قرقیزستان واقع شده‌است. اتوز-اول ۹۷۷ نفر جمعیت دارد و ۱٬۶۸۶ متر بالاتر از سطح دریا واقع شده‌است.